# Cynoglossum coeruleum
Cynoglossum coeruleum là loài thực vật có hoa trong họ Mồ hôi. Loài này được Hochst. ex A.DC. mô tả khoa học đầu tiên năm 1846.